# LaSalle (Illinois)
LaSalle je grad u američkoj saveznoj državi Ilinois. Prema popisu stanovništva iz 2010. u njemu je živjelo 9.609 stanovnika.